# Sint-Johannes de Doperkerk (Billerbeck)
De Sint-Johannes de Doperkerk (Duits: Johanniskirche) in de stad Billerbeck in de Duitse deelstaat Noordrijn-Westfalen. De katholieke kerk, waarvan de stichting teruggaat naar de 9e eeuw, geldt als een van de belangrijkste voorbeelden van een laatromaanse pseudobasiliek in Münsterland en heeft bovendien een buitengewoon rijk interieur.

## Geschiedenis

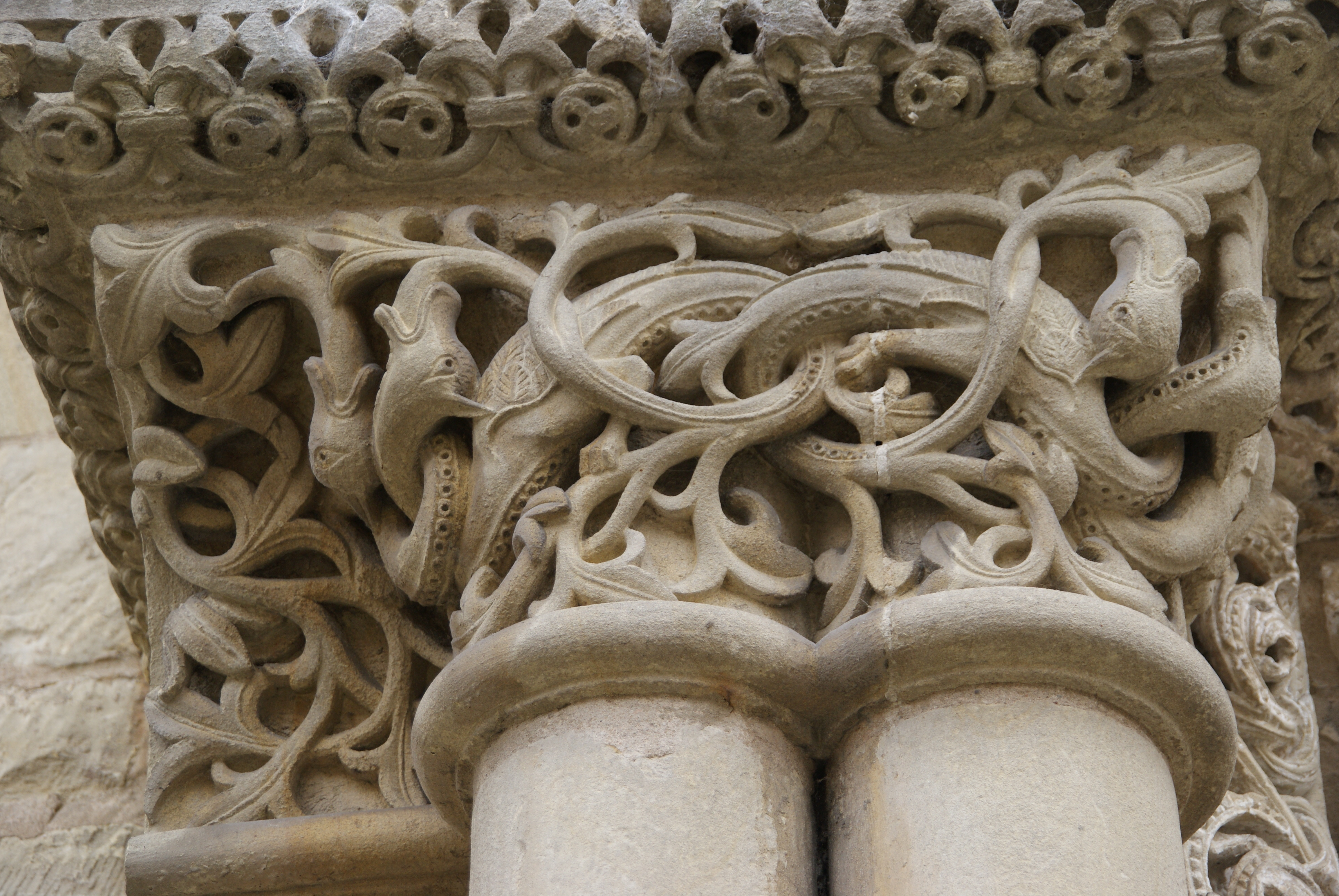
Kapiteel van het hoofdportaal

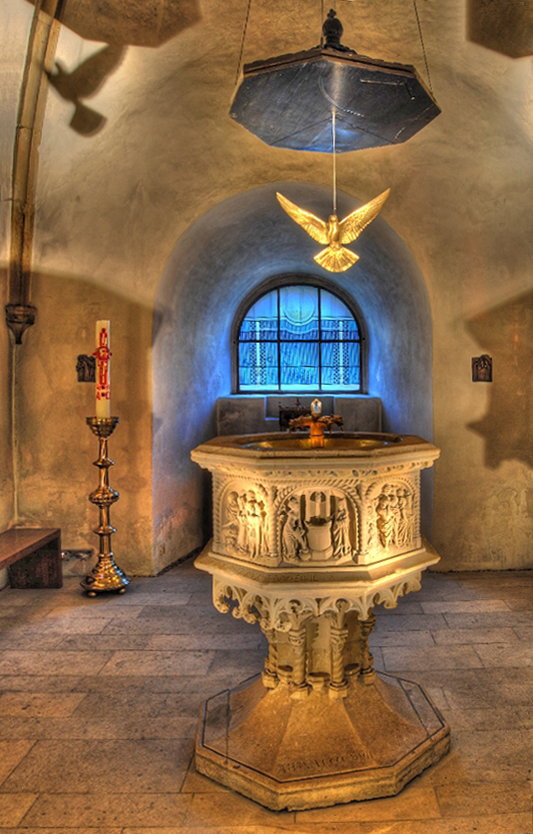
Het doopvont van de Sint-Jan

Van de oude bouw zijn slechts nog de onderste delen van de toren en de grondsteen in het rechter zijschip bewaard gebleven. De hallenkerk zoals we die nu kennen is rond het jaar 1234 ontstaan. In 1425 kreeg de kerk gotische ramen en in hetzelfde jaar werd de sacristie aangebouwd.
In deze kerk heeft de eerste bisschop van Münster, de heilige apostel Liudger, hier voor zijn overlijden op 26 maart 809 zijn laatste mis opgedragen.
De toren heeft een hoogte van 78 meter. Aan de noordzijde van de toren staat een kruisigingsgroep op een hoge sokkel. In 1983 werd de kruisigingsgroep gerestaureerd.
De Johanneskerk werd in de jaren 1930-1931 vernieuwd en in 1981-1987 gerestaureerd.

## Inrichting
- De kerk bezit een achthoekig laatgotisch doopvont uit 1497 met acht reliëfs uit afwisselend het Oude en Nieuwe Testament.
- Sinds eind 1994 bevindt zich in de koorboog een triomfkruis uit 1430. Het kruis hing samen met de twee beelden van Maria en Johannes voorheen in de kapel van de Liudgerbron.
- Aan de noordoosthoek in het koor bevindt zich een laatgotisch sacramentshuis.
- Rechts en links in het koor staan sinds 1618 levensgrote beelden van Salvator Mundi en Regina caeli; barokke werken van Gerhard Gröninger (1582-1652).
- In de noordelijke zijapsis staat een Anna te Drieën (1480).
- Het Paulusaltaar in het noordelijke zijschip stamt uit 1609 en werd door Johann Wilhelm Gröninger gemaakt.
- Het Magdalena-altaar in het zuidelijke zijschip werd waarschijnlijk gemaakt door Heinrich Gröninger en vertegenwoordigt de overgang van renaissance naar de vroege barok.
- De renaissance kansel uit 1581 heeft een voor Nederlandstaligen redelijk te volgen inschrift: Anno 1581 heet Johan tho Boickholte ein Schulte tho Broecke neven dem Kerspel dit Werck in Goddes Ere vorverdigen laten.
- In het middenschip hangt een gotische dubbelzijdige Madonna in een stralenkrans uit 1480.[1]

## Klokken
De kerkklokken van de kerk worden niet geluid maar gebeierd. Het verschil is dat bij luiden de klok heen en weer wordt gezwaaid en zo de klepel raakt. Bij beieren wordt de klepel heen en weer geslingerd. Dit wordt met de klokken van de Sint-Johanneskerk in Billerbeck nog altijd met de hand gedaan. Twee van de drie klokken dateren uit 1522. Kenners menen dat het samenspel van de klokken tot het mooiste van Münsterland hoort.